# Ryu Eun-hee
Ryu Eun-hee (nascida em 24 de fevereiro de 1990) é uma handebolista sul-coreana. Integrou a seleção sul-coreana feminina que terminou na décima posição no handebol dos Jogos Olímpicos de Verão de 2016, realizados no Rio de Janeiro, Brasil. Atua como armadora direita e joga pelo clube Incheon Sports Council.